# Rive Gauche

A margem esquerda de París compreende os arrondissements ('distritos') situados ao sul do Sena.

Rive Gauche (margem esquerda, em francês) é o nome que se dá à parte sul da cidade de Paris, capital da França, dividida pelo rio Sena, em oposição à margem direita — Rive Droite.
A margem esquerda se divide nos seguintes distritos:
- 5º arrondissement de Paris
- 6º arrondissement de Paris
- 7º arrondissement de Paris
- 8º arrondissement  de Paris
- 14º arrondissement de Paris
- 15º arrondissement  de Paris (salvo a île des Cygnes)

O nome Rive Gauche designa igualmente um estilo de vida típico. Os distritos V e VI, antigos bairros boêmios, artísticos e intelectuais da primeira metade do século XX, ditaram esse estilo, chamado em francês de "bobo" (de bourgeois-bohème, "burguês e boêmio"), em oposição aos bairros burgueses clássicos e conservadores dos Arrondissements XVI e XVII, situados na margem direita.